# Vittaria graminifolia
Vittaria graminifolia är en kantbräkenväxtart som beskrevs av Georg Friedrich Kaulfuss. Vittaria graminifolia ingår i släktet Vittaria och familjen Pteridaceae. Inga underarter finns listade.